# Chủ sự
Chủ sự (主事) là chức quan trưởng phòng tại các tự, bộ, hoặc tỉnh, phủ thời Nguyễn. Do đặt ở nhiều cơ quan khác nhau, nên chức vụ, trách nhiệm và trật cũng khác nhau. Tại viện Cơ Mật, Chủ sự trật Tứ phẩm. Ở các bộ, viện, nha, tự, tỉnh, phủ, Chủ bộ trật Ngũ phẩm hoặc Lục phẩm.
Thời Nguyễn, Chủ sự là vị quan trưởng phòng, dưới quyền hai chưởng và phó quan của cơ quan như Thị lang, Lang trung, Tự khanh, Tự thiếu khanh, và trên chức Tư vụ, Thư lại.